# 分枝双药芒
分枝双药芒（学名：Diandranthus ramosus）为禾本科双药芒属下的一个种。

## 扩展阅读
維基物種上的相關：分枝双药芒